# Diplommatina alata
Diplommatina alata là một loài Ốc đất với một nắp, động vật thân mềm, động vật trên mặt đất trong Lớp Chân bụng thuộc họ Diplommatinidae. Nó là loài đặc hữu của Palau.